# The Life and Times of Hank Greenberg
Pour plus de détails, voir Fiche technique et Distribution.
The Life and Times of Hank Greenberg est un film documentaire américain réalisé par Aviva Kempner (en) et sorti en 1998, à propos du joueur de baseball Hank Greenberg (1911-1986), élu au temple de la renommée en 1956.

## Fiche technique
- Réalisation : Aviva Kempner (en)
- Photographie : Jerry Feldman
- Montage : Marian Sears Hunter
- Dates de sortie :
  - octobre 1998 : Hamptons International Film Festival
  - 6 décembre 1999 : Washington Jewish Film Festival
  - 12 janvier 2000 : New York
  - États-Unis : 21 juillet 2000

## Distribution

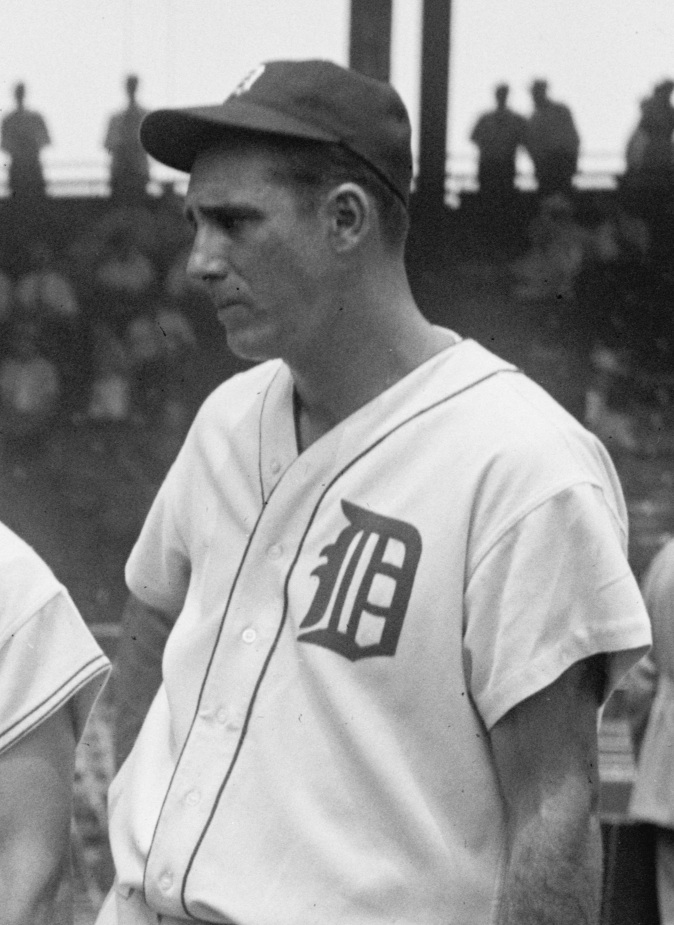
Hank Greenberg en 1937

- Hank Greenberg (images d'archive)
- Walter Matthau  : lui-même
- Carl Levin : lui-même

## Production
Aviva Kempner  a indiqué que la réalisation du film lui a pris 13 ans. « It was all about raising money for the rights to the archival and feature footage. That was so expensive that I had to stop and start about 20 times. »

## Distinctions
- Critics' Choice Movie Award du meilleur film documentaire en 2001
- meilleur documentaire à la 66e cérémonie des New York Film Critics Circle Awards
- meilleur documentaire à la 13e cérémonie des Chicago Film Critics Association Awards